# Comuna Cerțești, Galați
Cerțești este o comună în județul Galați, Moldova, România, formată din satele Cârlomănești, Cerțești (reședința) și Cotoroaia. Se află în Podișul Covurluiului, la o altitudine de 165 m deasupra nivelului mării. Are o suprafață de 45,56 km². Populația este de 1.942 locuitori, determinată în 1 decembrie 2021, prin recensământ, chestionar.

## Așezare
Comuna se află în marginea nordică a județului, în Podișul Covurlui la limita cu județul Vaslui, în dreptul ieșindului Tutova. Este traversată de șoseaua județeană DJ251B, care o leagă spre sud de Corod, și spre nord-est de Bălășești și Bălăbănești (unde se termină în DN24D). La nord de Cotoroaia, din acest drum se ramifică DJ251J, care duce spre sud-est la Drăgușeni,iar la vest de Cotoroaia se ramifică șoseaua județeană DJ243A care duce spre nord în județul Vaslui la Pochidia și Tutova (unde se termină în DN24). Tot din DJ251B, la Cerțești se ramifică DJ240A, care duce spre vest la Ghidigeni.

## Istorie
La sfârșitul secolului al XIX-lea, comuna făcea parte din plasa Corod a județului Tutova, și avea un singur sat, cu 866 de locuitori ce trăiau în 203 case, având o școală de băieți și 2 biserici. La acea dată, pe teritoriul actual al comunei, în aceeași plasă funcționau și comunele Cârlomănești și Cotoroaia, fiecare doar cu satul de reședință. În Cârlomănești (966 de locuitori în 250 de case) exista o moară cu aburi și o școală de băieți; iar în Cotoroaia (926 de locuitori în 259 de case) era o școală de băieți și o biserică.
Anuarul Socec din 1925 consemnează comunele în aceeași plasă, tot fiecare cu câte un sat, populația fiind, în comuna Cerțești — 1315 locuitori; în comuna Cârlomănești — 950 de locuitori; și în comuna Cotoroaia — 1050 de locuitori. În 1931, comunele Cârlomănești și Cotoroaia au fost desființate, satul Cârlomănești trecând la comuna Cerțești, iar satul Cotoroaia — la comuna Ciurești.
În 1950, comuna a trecut la raionul Bârlad din regiunea Bârlad, apoi (după 1956) la raionul Tecuci din aceeași regiune, raion trecut în 1960 la regiunea Galați. În 1968, a trecut, în alcătuirea actuală, la județul Galați.

## Monumente istorice
Un singur obiectiv din comuna Cerțești este inclus în lista monumentelor istorice din județul Galați ca monument de interes local: monumentul istoric de arhitectură biserica de lemn „Adormirea Maicii Domnului” din cimitirul satului Cerțești, datând din 1776.

## Demografie
Componența etnică a comunei Cerțești
     Români (88,16%)
     Alte etnii (0%)
     Necunoscută (11,84%)
Componența confesională a comunei Cerțești
     Ortodocși (87,44%)
     Alte religii (0,46%)
     Necunoscută (12,1%)
Conform recensământului efectuat în 2021, populația comunei Cerțești se ridică la 1.942 de locuitori, în scădere față de recensământul anterior din 2011, când fuseseră înregistrați 2.209 locuitori. Majoritatea locuitorilor sunt români (88,16%), iar pentru 11,84% nu se cunoaște apartenența etnică. Din punct de vedere confesional, majoritatea locuitorilor sunt ortodocși (87,44%), iar pentru 12,1% nu se cunoaște apartenența confesională.

## Politică și administrație
Comuna Cerțești este administrată de un primar și un consiliu local compus din 11 consilieri. Primarul, Emil Duda[*], de la Partidul Social Democrat, este în funcție din 1 noiembrie 2024. Începând cu alegerile locale din 2024, consiliul local are următoarea componență pe partide politice:
|  | Partid                          | Consilieri | Componența Consiliului | Componența Consiliului | Componența Consiliului | Componența Consiliului | Componența Consiliului | Componența Consiliului | Componența Consiliului |
|  | ------------------------------- | ---------- | ---------------------- | ---------------------- | ---------------------- | ---------------------- | ---------------------- | ---------------------- | ---------------------- |
|  | Partidul Social Democrat        | 7          |                        |                        |                        |                        |                        |                        |                        |
|  | Partidul Național Liberal       | 3          |                        |                        |                        |                        |                        |                        |                        |
|  | Alianța pentru Unirea Românilor | 1          |                        |                        |                        |                        |                        |                        |                        |

## Personalități
- George Ivașcu  (1911-1988), scriitor.